# Ronnie Lott
Ronald Mandel Lott (Albuquerque, Nuevo México, 8 de mayo de 1959), más conocido como Ronnie Lott, es un exjugador profesional estadounidense de fútbol americano que se desempeñó en la posición de cornerback y safety en la National Football League (NFL). Es miembro del Salón de la Fama del Fútbol Americano Profesional.

## Carrera
Lott jugó como profesional diez temporadas en San Francisco 49ers (1981-1990), después pasó a Los Angeles Raiders (1991-1992), luego a New York Jets, donde jugó dos temporadas (1993-1994), y fue el equipo en el que se retiró.

## Reconocimiento
El 29 de julio de 2000, ingresó como miembro al Salón de la Fama del Fútbol Americano Profesional.